# Violinofon

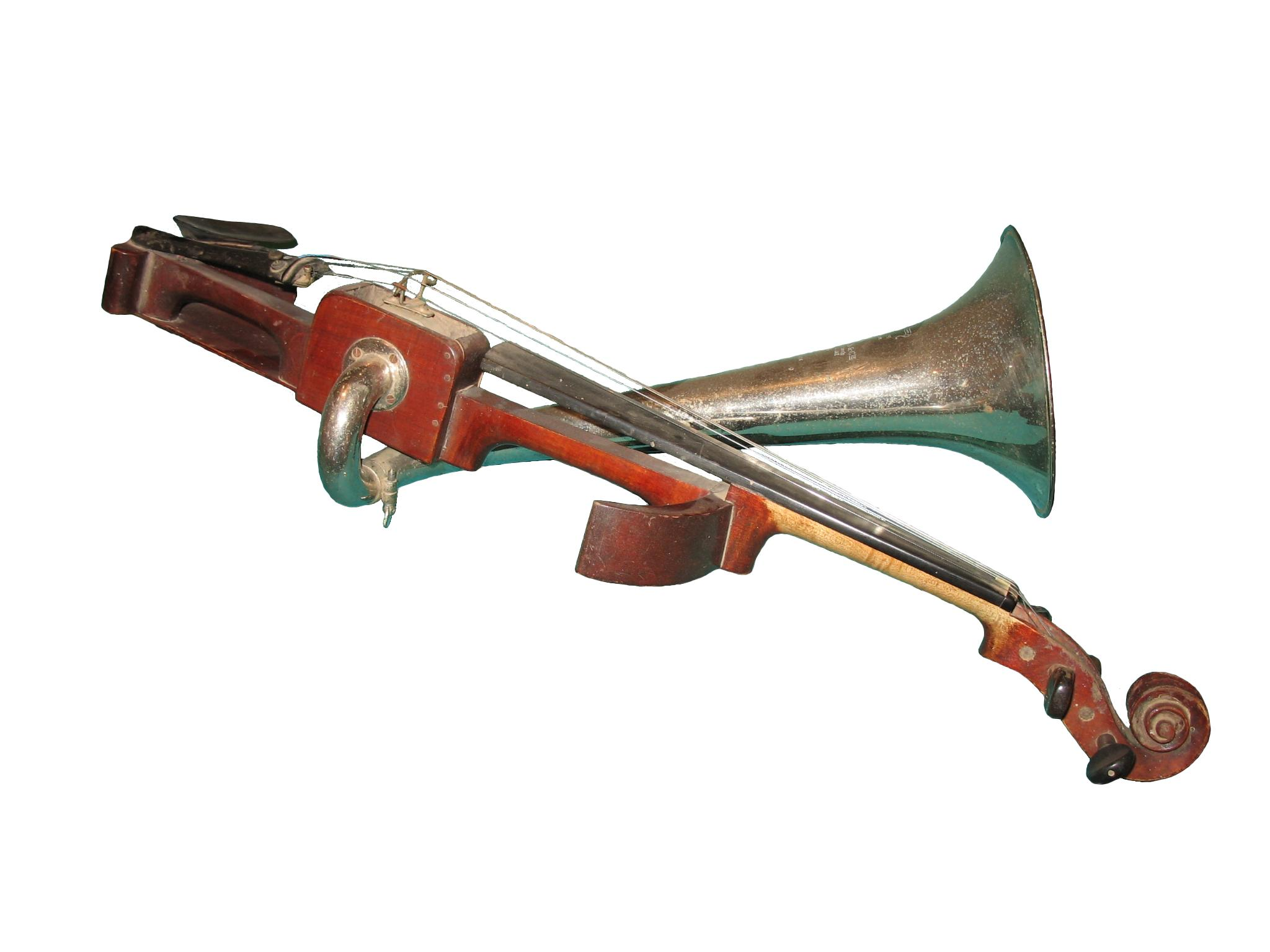
Strohovy housle

Violinofon nebo též rezofonické housle, případně Strohovy housle je rodina hudebních nástrojů, které vznikly spojením houslí (případně i jiného smyčcového nástroje) s plechovou ozvučnicí. Violinofon nemá obvyklé tělo s resonanční deskou, ale tvoří je trámec s hmatníkem, na němž jsou napjaty obvyklé struny. S kobylkou je spojena plechová trubka, která zvuk zesiluje a směruje. Hraje se na ně stejně jako na housle a vzhledem ke způsobu vzniku zvuku je nástroj nadále klasifikován jako strunný.

## Historie
Nástroj vynalezl a patentoval britský elektroinženýr J. M. A. Stroh v Londýně roku 1899, v různých verzích jej ale vyráběla i řada dalších výrobců, případně hudebníci sami. Největší popularity dosáhl violinofon mezi světovými válkami především díky nástupu fonografu a gramofonu. V nahrávacích studiích totiž zpočátku nahrazoval obvyklé housle, protože jejich zvuk tehdejší čistě akusticko-mechanická nahrávací technika dokázala zachytit jen špatně a v konkurenci s žesťovými nástroji a dřevěnými nástroji zanikal, zatímco violinofon měl výraznější zvuk a dal se dobře nasměrovat k mikrofonu. Ve stejné době býval poměrně často používán i v živých orchestrech, jednak také pro silnější zvuk a pak kvůli rychlému nástupu moderní jazzové populární hudby. Díky „plechovější“ barvě zvuku mohl totiž nahrazovat saxofon, protože schopných houslistů bylo na rozdíl od schopných saxofonistů tehdy poměrně dost.
Počátkem 21. století se v rámci hlavních hudebních proudů používá spíš jako atrakce pro ozvláštnění. Uchytil se v rumunské národní hudbě, jejíž se stal pevnou součástí. Mezi českými hudebníky jej používají především uskupení, která chtějí navodit atmosféru meziválečného období, například Originální pražský synkopický orchestr, Ondřej Havelka a jeho Melody Makers, Sestry Havelkovy nebo Hot Sisters. S podobným záměrem jej používají i slovenští Bratislava Hot Serenaders,